# Чон Хиджин
Чон Хиджин (кор. 전희진; англ. Jeon Hee-Jin; род. 19 октября 2000 года) — южнокорейская певица, танцор, бывшая участница K-pop-группы Loona. Она является частью проекта Modhaus, Artms.

## Жизнь и карьера

### Ранние годы и начало карьеры
Чон Хиджин родилась 19 октября 2000 года в Пундангу, Соннам, Кёнгидо, Южная Корея. Хиджин самая младшая из трёх дочерей в семье.

### 2017—2023: Дебют в Loona
В 2015 году BlockBerry Creative пригласили ее на прослушивание через социальные сети, которое она прошла, исполнив песню «Ring Tone» певицы Лин и стала трейни. Хиджин стажировалась около года, прежде чем ее выбрали в качестве первой участницы новой женской группы компании. После она дебютировала 4 октября 2016 года в группе Loona с песней «Vivid». В сентябре 2017 года стало известно, что Хиджин, Хёнджин и Хасыль пройдут прослушивание для участия в шоу на выживание от YG Entertainment «Mix Nine» канала JTBC. Хиджин и Хёнджин успешно прошли прослушивание и дошли до финала, в котором Хиджин заняла 4 место.
Дебют группы состоялся 20 августа 2018 года с мини-альбомом [+ +] с ведущим синглом «Hi High».

### 2022–2023: Судебные иски против BlockBerryCreative
В статье, опубликованной JTBC 28 ноября, выяснилось, что Хиджин и все участницы Loona, за исключением Хёнджин и Виви, как сообщается, подали иск о приостановлении своих контрактов с BlockBerryCreative из-за того, что их доверие к компании было подорвано. BlockBerryCreative отрицает все претензии. 13 января 2023 года стало известно, что Хиджин вместе с Ким Лип, Чхверри и Джинсоль выиграли судебный процесс против BlockBerryCreative за расторжение их эксклюзивных контрактов. 1 февраля источник из BlockBerryCreative подтвердил, что они подадут петицию с просьбой приостановить их развлекательную деятельность.
17 марта сообщалось, что она, с Джинсоль, Чхверри и Ким Лип, подписала эксклюзивные контракты с Modhaus.
1 апреля стало известно, что она вместе с Чхверри, Ким Лип и Джинсоль примет участие в стратегическом проекте Modhaus Artms.

## Дискография

### Сингл-альбомы
| Название | Детали                                                                                            | Высшая позиция | Продажи      |
| Название | Детали                                                                                            | KOR            | Продажи      |
| -------- | ------------------------------------------------------------------------------------------------- | -------------- | ------------ |
| HeeJin   | - Релиз: 5 октября 2016 года - Лейбл: Blockberry Creative - Формат: CD, download, streaming audio | 18             | - KOR: 7,757 |

## Фильмография

### Реалити-шоу
- MIXNINE (JTBC, 2017—2018) — участница.